# FLOW THE BEST 〜アニメ縛り〜
『FLOW THE BEST 〜アニメ縛り〜』（フロウ・ザ・ベスト アニメしばり）は、日本のバンド、FLOWの5枚目のベスト・アルバム。2018年3月7日にKi/oon Recordsから発売された。

## 概要
- 前作『Fighting Dreamers』より8月ぶり、ベストアルバムとしては『FLOW ANIME BEST 極』よりおよそ3年ぶり。
- リリース順に収録され。FLOW初のボーナストラック無しのベストアルバム。
- キャッチコピーは、『FLOW アニメ関連曲を完全網羅し緊急リリース決定！』[3]。

## 収録内容

### <DISC 1> CD
1. GO!!!
  - メジャー4枚目のシングル。
  - テレビ東京系アニメ『NARUTO -ナルト-』4代目オープニングテーマ。
2. DAYS
  - メジャー17枚目のシングル。
  - MBS・TBS系アニメ『交響詩篇エウレカセブン』初代オープニングテーマ。
3. Realize
  - 3枚目のアルバム『Golden Coast』収録曲。
  - プレイステーション2用ゲームソフト『エウレカセブンTR1:NEW WAVE』テーマソング。
4. Re:member
  - メジャー9枚目のシングル。
  - テレビ東京系アニメ『NARUTO -ナルト-』8代目オープニングテーマ。
5. COLORS
  - メジャー11枚目のシングル。
  - MBS・TBS系アニメ『コードギアス 反逆のルルーシュ』前期オープニングテーマ。
6. WORD OF THE VOICE
  - メジャー15枚目のシングル。
  - 独立UHF系アニメ『ペルソナ 〜トリニティ・ソウル〜』後期オープニングテーマ。
7. WORLD END
  - メジャー16枚目のシングル。
  - MBS・TBS系アニメ『コードギアス 反逆のルルーシュR2』後期オープニングテーマ。
8. SUMMER FREAK
  - メジャー1枚目のミニアルバム『NUTS BANG!!!』収録曲。
  - テレビ東京系アニメ『NARUTO -ナルト- 少年編』3代目オープニングテーマ。
9. Sign
  - メジャー18枚目のシングル。
  - テレビ東京系アニメ『NARUTO -ナルト- 疾風伝』6代目オープニングテーマ。
10. CALLING
  - メジャー19枚目のシングル。
  - テレビ東京系アニメ『HEROMAN』エンディングテーマ。
11. Hey!!!
  - メジャー21枚目のシングル。
  - 読売テレビ・日本テレビ系アニメ『べるぜバブ』3代目オープニングテーマ。
12. ブレイブルー
  - メジャー23枚目のシングル。
  - MBS・TBS系アニメ『エウレカセブンAO』後期オープニングテーマ。

### <DISC 2> CD
1. HERO 〜希望の歌〜
  - メジャー25枚目のシングルの1曲目。
  - 東映配給アニメ映画『ドラゴンボールZ 神と神』劇中歌。
2. CHA-LA HEAD-CHA-LA
  - メジャー25枚目のシングルの2曲目。
  - 東映配給アニメ映画『ドラゴンボールZ 神と神』主題歌。
  - 影山ヒロノブのカバー。原曲は、フジテレビ系アニメ『ドラゴンボールZ』初代オープニングテーマ。
3. 愛愛愛に撃たれてバイバイバイ
  - メジャー27枚目のシングル。
  - フジテレビ系「ノイタミナ」アニメ『サムライフラメンコ』第2クールオープニングテーマ。
4. 虹の空
  - メジャー29枚目のシングル。
  - テレビ東京系アニメ『NARUTO -ナルト- 疾風伝』34代目エンディングテーマ。
5. 光追いかけて
  - 1枚目の配信限定シングル。
  - 舞台『ライブ・スペクタクル「NARUTO -ナルト-」』公演イメージソング。
6. Steppin' out
  - メジャー30枚目のシングル。
  - 独立UHF系アニメ『デュラララ!!×2 結』オープニングテーマ。
7. 風ノ唄
  - メジャー31枚目のシングルの1曲目。
  - 独立UHF系アニメ『テイルズ オブ ゼスティリア ザ クロス』第1期オープニングテーマ。
8. BURN
  - メジャー31枚目のシングルの2曲目。
  - PS3・PS4・Windows用ゲームソフト『テイルズ オブ ベルセリア』主題歌。
9. INNOSENSE
  - メジャー32枚目のシングル。
  - 独立UHF系アニメ『テイルズ オブ ゼスティリア ザ クロス』第2期エンディングテーマ。
10. 7-seven- (FLOW×GRANRODEO)
  - メジャー28枚目のシングル。
  - MBS・TBS系アニメ『七つの大罪』前期エンディングテーマ。
11. Howling (FLOW×GRANRODEO)
  - メジャー33枚目のシングル。
  - MBS・TBS系アニメ『七つの大罪 戒めの復活』前期オープニングテーマ。

### <DISC 3> DVD / 副音声付（初回生産限定盤のみ）
15th Anniversary Live「FLOW THE CARNIVAL 2017 ～アニメ縛り～」2017.12.21 日本青年館
1. Steppin' out
2. WORD OF THE VOICE
3. Hey!!!
4. DAYS
5. Realize
6. ブレイブルー
7. 愛愛愛に撃たれてバイバイバイ
8. CHA-LA HEAD-CHA-LA
9. HERO 〜希望の歌〜
10. INVASION（BAND Inst.）
作曲はCOM.A。テレビ東京系アニメ『HEROMAN』劇中BGMのカバー。
11. CALLING
12. COLORS
13. WORLD END
14. BURN
15. 風ノ唄
16. INNOSENSE
17. 光追いかけて
18. Re:member
19. SUMMER FREAK
20. 虹の空
21. Sign
22. GO!!!

Documentary /「FLOW THE CARNIVAL 2017 ～アニメ縛り～」2017.12.21 日本青年館